# Rruga Mic Sokoli
De Rruga Mic Sokoli ([ruɡa mit͡s sɔkɔli]; 'Mic Sokolistraat') is een van de hoofdstraten van de Noord-Albanese stad Bajram Curri, de hoofdplaats van het district Tropojë in de prefectuur Kukës. Ze werd genoemd naar Mic Sokoli, een strijder die met de Liga van Prizren tegen Turken en Slaven vocht.
De straat loopt van de Rruga Servis Osmani, op de plek waar zich de moskee bevindt, in een oost-westrichting tot op Sheshi Azem Hajdari, het meest oostelijke van de drie centrale pleinen van de stad. Ze is de voornaamste uitvalsweg richting de ferry over het Komanmeer.